# Oak Grove (Wirginia)
Oak Grove – jednostka osadnicza w Stanach Zjednoczonych, w stanie Wirginia, w hrabstwie Loudoun.